# Condado de Morgan (Illinois)
El condado de Morgan es un condado estadounidense, situado en el estado de Illinois. Según el censo de los Estados Unidos del 2000, la población es de 36 616 habitantes. La cabecera del condado es Jacksonville.

## Geografía
Según la Oficina del Censo de los Estados Unidos, el condado tiene un área total de 1482 km² (572 millas²). De éstas 1473 km² (569 mi²) son de tierra y 9 km² (4 mi²) son de agua. 

### Colindancias
- Condado de Cass  - Norte
- Condado de Sangamon  - Este
- Condado de Macoupin  - Sureste
- Condado de Greene  - Sur
- Condado de Pike  - Oeste
- Condado de Scott  - Oeste
- Condado de Brown  - Noroeste

## Historia
El Condado de Morgan se separó de los condados de Greene y Sangamon en 1823, su nombre es en honor de Daniel Morgan, general durante la guerra de Independencia de los Estados Unidos

## Demografía
Según el censo del año 2000, hay 36 616 personas, 14 039 cabezas de familia, y 9251 familias que residen en el condado. La densidad de población es de 25 hab/km² (64 hab/mi²). La composición racial tiene:
- 92.34% Blancos (No hispanos)
- 1.35% Hispanos (Todos los tipos)
- 5.36% Negros o Negros Americanos (No hispanos)
- 0.70% Otras razas (No hispanos)
- 0.46% Asiáticos (No hispanos)
- 0.95% Mestizos (No hispanos)
- 0.18% Nativos Americanos (No hispanos)
- 0.01% Isleños (No hispanos)

Hay 14 039 cabezas de familia, de los cuales el 30% tienen menores de 18 años viviendo con ellos, el 52.70% son parejas casadas viviendo juntas, el 10.00% son mujeres que forman una familia monoparental (sin cónyuge), y 34.10% no son familias. El tamaño promedio de una familia es de 2.37 miembros.
En el condado el 23% de la población tiene menos de 18 años, el 11.10% tiene de 18 a 24 años, el 27.20% tiene de 25 a 44, el 23.30% de 45 a 64, y el 15.60% son mayores de 65 años. La edad media es de 38 años. Por cada 100 mujeres hay 98.6 hombres. Por cada 100 mujeres mayores de 18 años hay 97 hombres.
Tabla de la evolución demográfica:
|       | 1900   | 1910   | 1920   | 1930   | 1940   | 1950   | 1960   | 1970   | 1980   | 1990   | 2000   |
| ----- | ------ | ------ | ------ | ------ | ------ | ------ | ------ | ------ | ------ | ------ | ------ |
| TOTAL | 35 006 | 34 420 | 33 567 | 34 240 | 36 378 | 35 568 | 36 571 | 36 174 | 37 502 | 36 397 | 36 616 |

## Economía
Los ingresos medios de un cabeza de familia el condado es de $36 933, y el ingreso medio familiar es $46, 040. Los hombres tienen unos ingresos medios de $31 218 frente a $23 174 de las mujeres. El ingreso per cápita del condado es de $18 205.00 El 9.70% de la población y el 6.00% de las familias están debajo de la línea de pobreza. Del total de gente en esta situación, 10.60% tienen menos de 18 y el 8.30% tienen 65 años o más.

## Ciudades y pueblos
| - Chapin - Concord - Franklin - Jacksonville - Lynnville | - Meredosia - Murrayville - South Jacksonville - Waverly - Woodson |

### Lugares designados por el censo
| - Alexander - Arcadia - Arnold - Clements - Literberry | - Merritt - Nortonville - Pisgah | - Rees - Sinclair - Sweet Water |